# 2017 100 legnagyobb slágere
Ez a lista a Billboard magazin első Hot 100 zenéjét tartalmazza 2017-ből.

## A lista

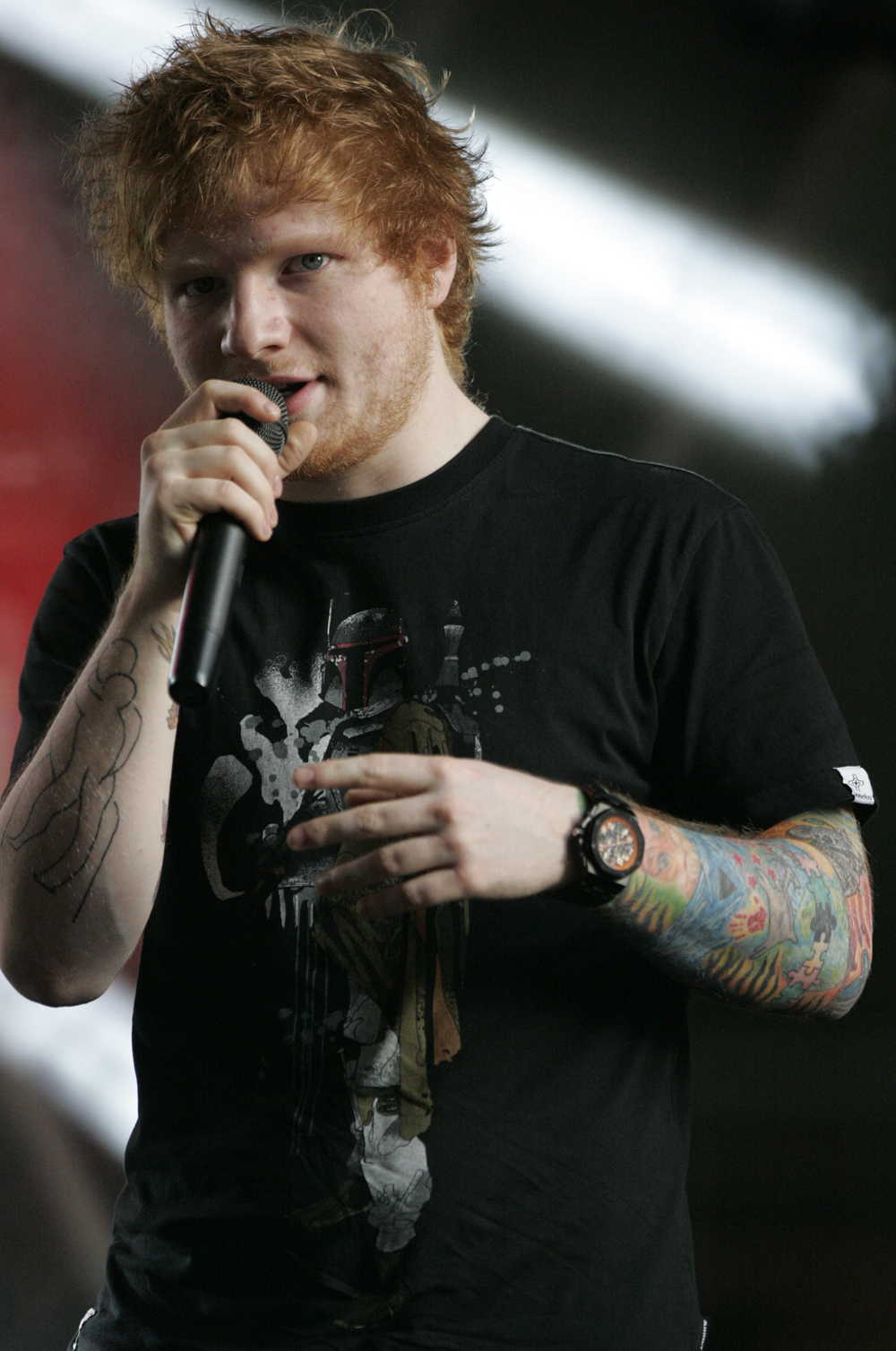
Ed Sheeran Shape of You című száma 12 héten át vezette a listát.

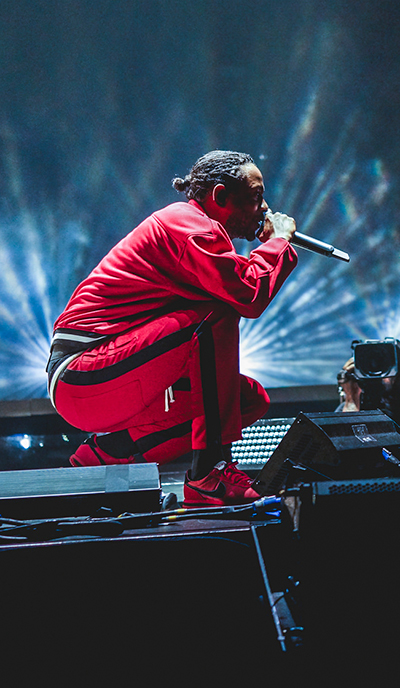
Kendrick Lamar öt száma szerepel a listán, a Humble című száma 4. helyet érte el.

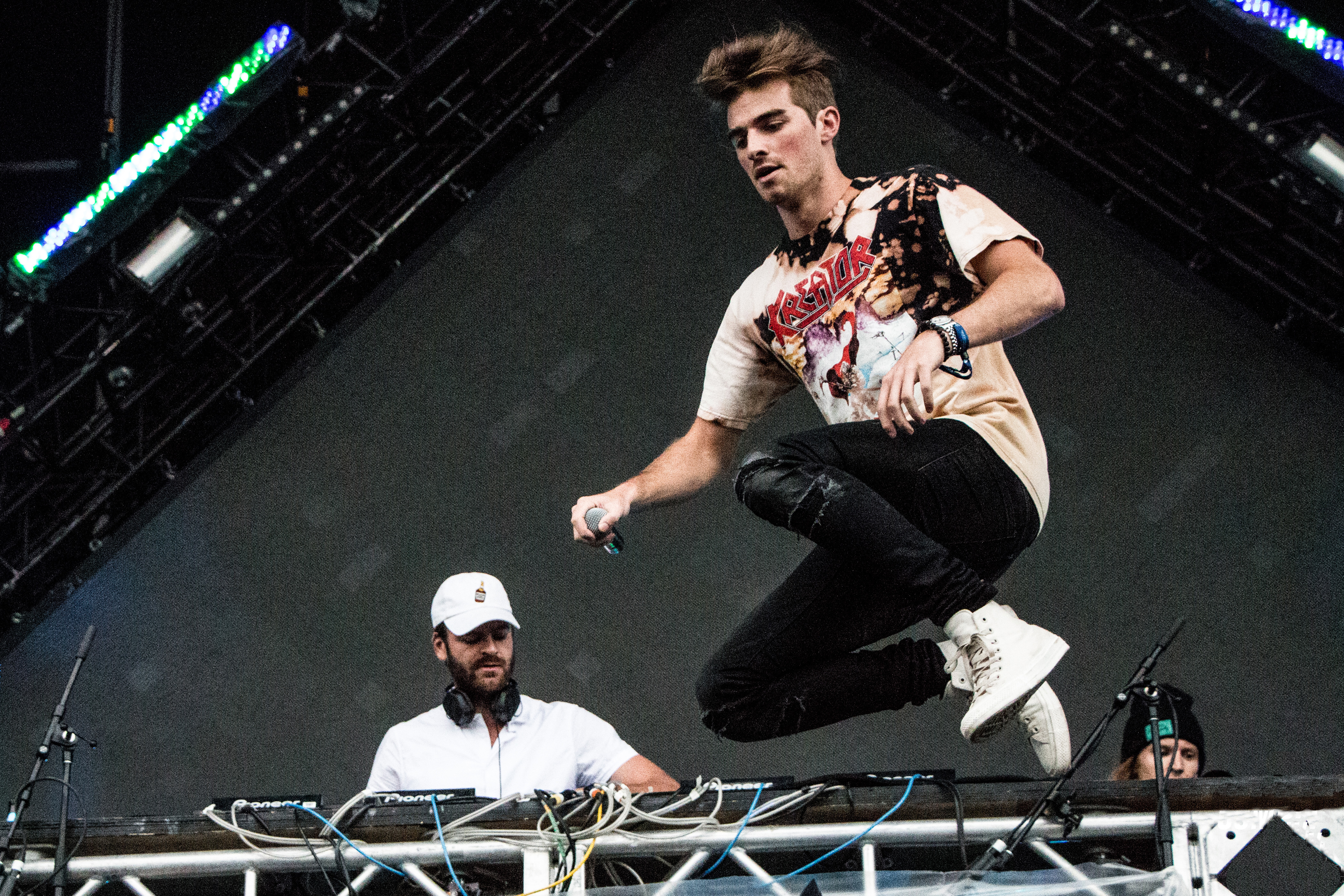
The Chainsmokers két száma a top 10-ben található.

| №   | Cím                             | Művész                                                                       |
| --- | ------------------------------- | ---------------------------------------------------------------------------- |
| 1   | Shape of You                    | Ed Sheeran                                                                   |
| 2   | Despacito                       | Luis Fonsi és Daddy Yankee közreműködött Justin Bieber                       |
| 3   | That's What I Like              | Bruno Mars                                                                   |
| 4   | Humble                          | Kendrick Lamar                                                               |
| 5   | Something Just Like This        | The Chainsmokers és Coldplay                                                 |
| 6   | Bad and Boujee                  | Migos közreműködött Lil Uzi Vert                                             |
| 7   | Closer                          | The Chainsmokers közreműködött Halsey                                        |
| 8   | Body Like a Back Road           | Sam Hunt                                                                     |
| 9   | Believer                        | Imagine Dragons                                                              |
| 10  | Congratulations                 | Post Malone közreműködött Quavo                                              |
| 11  | Say You Won't Let Go            | James Arthur                                                                 |
| 12  | I'm the One                     | DJ Khaled közreműködött Justin Bieber, Quavo, Chance the Rapper és Lil Wayne |
| 13  | XO Tour Llif3                   | Lil Uzi Vert                                                                 |
| 14  | Mask Off                        | Future                                                                       |
| 15  | Unforgettable                   | French Montana közreműködött Swae Lee                                        |
| 16  | 24K Magic                       | Bruno Mars                                                                   |
| 17  | Stay                            | Zedd és Alessia Cara                                                         |
| 18  | Wild Thoughts                   | DJ Khaled közreműködött Rihanna és Bryson Tiller                             |
| 19  | Black Beatles                   | Rae Sremmurd közreműködött Gucci Mane                                        |
| 20  | Starboy                         | The Weeknd közreműködött Daft Punk                                           |
| 21  | Location                        | Khalid                                                                       |
| 22  | Attention                       | Charlie Puth                                                                 |
| 23  | There's Nothing Holdin' Me Back | Shawn Mendes                                                                 |
| 24  | Bodak Yellow (Money Moves)      | Cardi B                                                                      |
| 25  | Redbone                         | Childish Gambino                                                             |
| 26  | I Don't Wanna Live Forever      | Zayn és Taylor Swift                                                         |
| 27  | It Ain't Me                     | Kygo és Selena Gomez                                                         |
| 28  | iSpy                            | Kyle közreműködött Lil Yachty                                                |
| 29  | Issues                          | Julia Michaels                                                               |
| 30  | Scars to Your Beautiful         | Alessia Cara                                                                 |
| 31  | 1-800-273-8255                  | Logic közreműködött Alessia Cara és Khalid                                   |
| 32  | Slow Hands                      | Niall Horan                                                                  |
| 33  | Love on the Brain               | Rihanna                                                                      |
| 34  | I Feel It Coming                | The Weeknd közreműködött Daft Punk                                           |
| 35  | Bounce Back                     | Big Sean                                                                     |
| 36  | Strip That Down                 | Liam Payne közreműködött Quavo                                               |
| 37  | Fake Love                       | Drake                                                                        |
| 38  | Don't Wanna Know                | Maroon 5 közreműködött Kendrick Lamar                                        |
| 39  | Look What You Made Me Do        | Taylor Swift                                                                 |
| 40  | Castle on the Hill              | Ed Sheeran                                                                   |
| 41  | Bad Things                      | Machine Gun Kelly és Camila Cabello                                          |
| 42  | Paris                           | The Chainsmokers                                                             |
| 43  | Side to Side                    | Ariana Grande közreműködött Nicki Minaj                                      |
| 44  | Rockabye                        | Clean Bandit közreműködött Sean Paul és Anne-Marie                           |
| 45  | Feel It Still                   | Portugal. The Man                                                            |
| 46  | Let Me Love You                 | DJ Snake közreműködött Justin Bieber                                         |
| 47  | Sorry Not Sorry                 | Demi Lovato                                                                  |
| 48  | Bank Account                    | 21 Savage                                                                    |
| 49  | Can't Stop the Feeling!         | Justin Timberlake                                                            |
| 50  | Mi Gente                        | J Balvin és Willy William közreműködött Beyoncé                              |
| 51  | Thunder                         | Imagine Dragons                                                              |
| 52  | T-Shirt                         | Migos                                                                        |
| 53  | Rake It Up                      | Yo Gotti közreműködött Nicki Minaj                                           |
| 54  | Mercy                           | Shawn Mendes                                                                 |
| 55  | Tunnel Vision                   | Kodak Black                                                                  |
| 56  | Rockstar                        | Post Malone közreműködött 21 Savage                                          |
| 57  | In Case You Didn't Know         | Brett Young                                                                  |
| 58  | Heathens                        | Twenty One Pilots                                                            |
| 59  | Now or Never                    | Halsey                                                                       |
| 60  | Caroline                        | Aminé                                                                        |
| 61  | Rolex                           | Ayo & Teo                                                                    |
| 62  | DNA                             | Kendrick Lamar                                                               |
| 63  | Juju on That Beat (TZ Anthem)   | Zay Hilfigerrr & Zayion McCall                                               |
| 64  | Swang                           | Rae Sremmurd                                                                 |
| 65  | Passionfruit                    | Drake                                                                        |
| 66  | Loyalty                         | Kendrick Lamar közreműködött Rihanna                                         |
| 67  | Praying                         | Kesha                                                                        |
| 68  | Goosebumps                      | Travis Scott közreműködött Kendrick Lamar                                    |
| 69  | Cold                            | Maroon 5 közreműködött Future                                                |
| 70  | Broccoli                        | DRAM közreműködött Lil Yachty                                                |
| 71  | Slide                           | Calvin Harris közreműködött Frank Ocean és Migos                             |
| 72  | What Ifs                        | Kane Brown közreműködött Lauren Alaina                                       |
| 73  | Chained to the Rhythm           | Katy Perry közreműködött Skip Marley                                         |
| 74  | Feels                           | Calvin Harris közreműködött Pharrell Williams, Katy Perry és Big Sean        |
| 75  | All Time Low                    | Jon Bellion                                                                  |
| 76  | Hurricane                       | Luke Combs                                                                   |
| 77  | Too Good at Goodbyes            | Sam Smith                                                                    |
| 78  | Young Dumb & Broke              | Khalid                                                                       |
| 79  | Magnolia                        | Playboi Carti                                                                |
| 80  | Love Galore                     | SZA közreműködött Travis Scott                                               |
| 81  | Drowning                        | A Boogie wit da Hoodie közreműködött Kodak Black                             |
| 82  | Starving                        | Hailee Steinfeld és Grey közreműködött Zedd                                  |
| 83  | Both                            | Gucci Mane közreműködött Drake                                               |
| 84  | What About Us                   | Pink                                                                         |
| 85  | Swalla                          | Jason Derulo közreműködött Nicki Minaj és Ty Dolla Sign                      |
| 86  | Slippery                        | Migos közreműködött Gucci Mane                                               |
| 87  | Sign of the Times               | Harry Styles                                                                 |
| 88  | Water Under the Bridge          | Adele                                                                        |
| 89  | Malibu                          | Miley Cyrus                                                                  |
| 90  | Down                            | Marian Hill                                                                  |
| 91  | No Promises                     | Cheat Codes közreműködött Demi Lovato                                        |
| 92  | Treat You Better                | Shawn Mendes                                                                 |
| 93  | I Get the Bag                   | Gucci Mane közreműködött Migos                                               |
| 94  | Small Town Boy                  | Dustin Lynch                                                                 |
| 95  | Everyday We Lit                 | YFN Lucci közreműködött PnB Rock                                             |
| 96  | Havana                          | Camila Cabello közreműködött Young Thug                                      |
| 97  | What Lovers Do                  | Maroon 5 közreműködött SZA                                                   |
| 98  | Do Re Mi                        | Blackbear                                                                    |
| 99  | Look at Me!                     | XXXTentacion                                                                 |
| 100 | The Fighter                     | Keith Urban közreműködött Carrie Underwood                                   |